# Raffaele Riviello

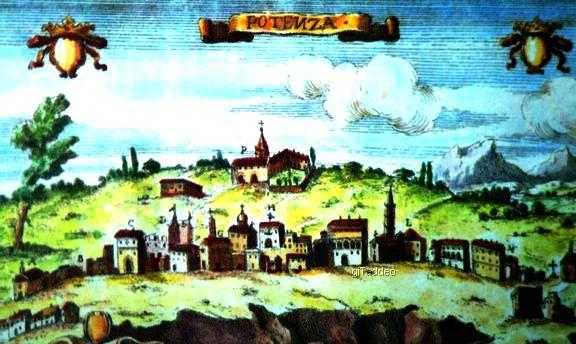
Potenza tra fine XVII e inizio XVIII secolo, in un'incisione da Il Regno di Napoli in prospettiva di Giovan Battista Pacichelli

Raffaele Carmine Angelo Riviello (Potenza, 14 luglio 1840 – Potenza, 28 agosto 1897) è stato un presbitero e storico italiano.

## Biografia
Nato a Potenza nel 1840, da famiglia umile (il padre era calzolaio), Raffaele Riviello si dedicò da subito alla carriera ecclesiastica, su espresso desiderio del padre che voleva strapparlo alla miseria. A vent'anni, aderì con entusiasmo alla rivoluzione scoppiata in Basilicata a sostegno di Garibaldi e per cacciare i Borbone - la cosiddetta "insurrezione lucana" e, fino al 1867, ebbe notevole simpatia per il Partito d'Azione, diventando intimo dell'ex patriota Emilio Maffei, che gli lasciò in consegna suoi versi.
Entrato nel Capitolo della Cattedrale di San Gerardo, aprì nella sua città una scuola privata in cui la retta era pagata solo dalle famiglie più abbienti e, inoltre, partecipando alla cultura potentina con la pubblicazione di articoli storici e di costume poi raccolti in volume tra il 1885 e il 1889.
Riviello morì, sempre a Potenza, a soli cinquantasette anni.

## Cronaca Potentina
L'opera maggiore di Riviello è la Cronaca Potentina dal 1799 al 1882, completata nell'agosto del 1888, come egli stesso dichiara nella prefazione Al Lettore in edizione più ampliata, dopo che, nel 1885, ne era stata pubblicata una prima parte che andava fino al 1860 e che, come Riviello afferma sempre nella prefazione, ebbe giudizi positivi da personaggi come Augusto Franchetti e Giacomo Racioppi. 
In quindici capitoli, introdotti, a mo' di proemio, da un capitolo sullo Stato generale della Città nel 1799, l'autore registra, da cronista e non da storico come egli stesso tende a precisare, gli eventi della municipalità repubblicana del 1799, del Decennio napoleonico, della Restaurazione e delle rivoluzioni del 1820 e del 1848, per poi distendersi, visto che le fonti e le testimonianze glielo consentono, sul "decennio di preparazione", sulla insurrezione lucana e sugli anni drammatici del brigantaggio. Gli ultimi tre capitoli, infine, hanno carattere decisamente più cronachistico, chiudendosi con la visita di Umberto I e della regina Margherita a Potenza.
Oltre all'indubbia importanza della ricostruzione, attinta da fonti archivistiche, dalla stampa e, laddove più vicino alla sua epoca, da ricordi personali e di testimoni dei fatti, la Cronaca testimonia le posizioni moderate e conciliatorie dell'autore e la sua critica anche ad alcune azioni e posizioni opportunistiche compiute dai patrioti, specialmente in riferimento agli avvenimenti del Risorgimento lucano che non coinvolsero direttamente la popolazione comune ma, come nel caso del 1848, fecero invece perno su interessi di parte dei gruppi dirigenti locali.

## Costumanze, vita e pregiudizi del popolo potentino
Riviello, tra anni Ottanta e Novanta del XIX secolo, scriveva novelle di tipo descrittivo su alcuni periodici lucani, come la "Lucania Letteraria", "L'Eco della Provincia" e "Il Gazzettino di Basilicata". Esse furono poi da lui raccolte in un volumetto di tipo "antropologico" dedicato ai suoi concittadini e diviso in dieci capitoli e un'Appendice storica.
In effetti, le Costumanze analizzano, partendo dai "tre punti della vita" - Nascita e battesimo, Matrimonio, Morte -, i vari aspetti della vita quotidiana del popolo potentino, dal vestiario ai giochi, dai lavori al cibo, dalle feste e fiere alle costumanze religiose e superstizioni, con uno sguardo agile e non pretenzioso, da cronista, come nella Cronaca.

### Edizioni
- Cronaca Potentina, Potenza, Stab. Tip. Alfonso Santanello, 1888 (rist. anast. Potenza, Nicola Bruno Editore, 2002).
- Costumanze, vita e pregiudizi del popolo potentino, Potenza, Garramone e Marchesiello, 1884 (rist. anast. Potenza, Nicola Bruno Editore, 2002).

### Studi
- T. Pedio, Storia della storiografia lucana, Venosa, Osanna, 1984.
- A. L. Larotonda, Riprendiamoci la Storia. Dizionario dei Lucani, Milano, Electa, 2012.